# Hendrik Coppejans
Hendrik Coppejans (ook: Henri Coppejans) (Gent 5 januari 1883, aldaar, 13 augustus 1947) was een Belgische glazenier. Hij was de broer van de schilder Frans-Jozef Coppejans.

## Leven en werk
Hij was zoon van smid Petrus Joannes Coppejans en Hortensia Maria Coleta Vermeere. Hijzelf was twee keer getrouwd, sinds 1916 met Bertha Maria Julia Schotte.
Hendrik Coppejans kreeg zijn opleiding aan de Sint-Lucasschool in Gent. Ramen van Coppejans zijn te vinden in tientallen kerken in België, onder meer in Assenede, Brugge, Gent, Herzele, Kortemark en Sint-Niklaas. Zijn stijl kent aanvankelijk veel kenmerken van de neogotiek, maar krijgt later modernere trekken.

## Lam Gods
In mei 1940 hielpen de broers Hendrik, Charles en Frans Coppejans om de panelen van het schilderij Het Lam Gods van de gebroeders Van Eyck uit de handen van de Duitse bezetters te houden.

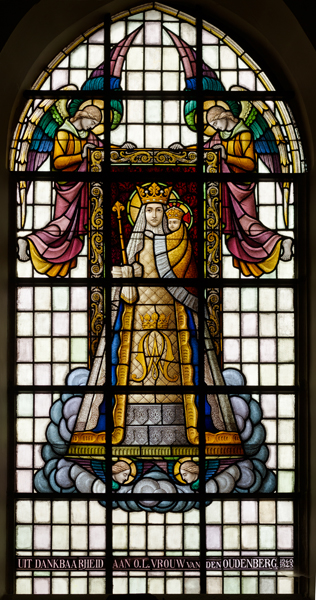
Sint-Ursmaruskerk (Deftinge)
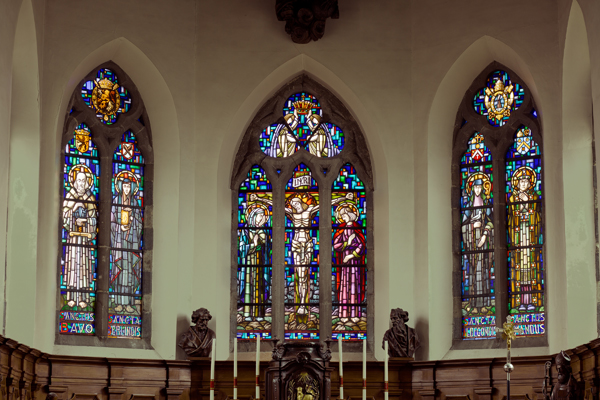
Sint-Ursmaruskerk (Deftinge)
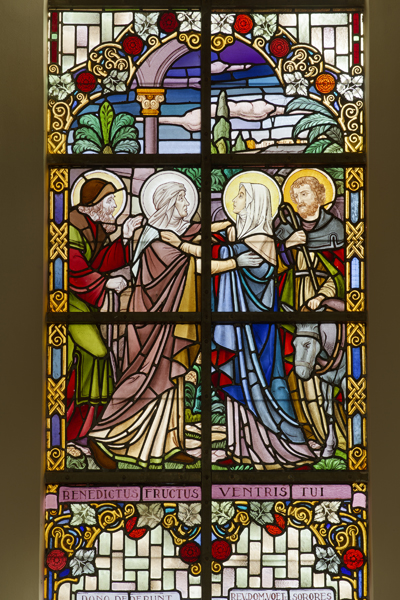
Sint-Pieterskerk (Olsene)
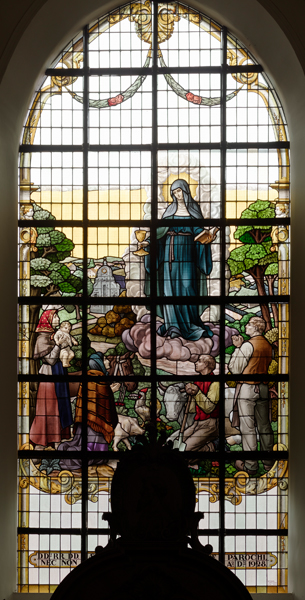
Meerbeke
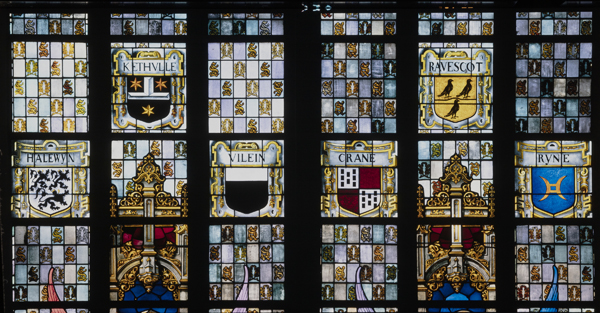
Sint-Baafskathedraal
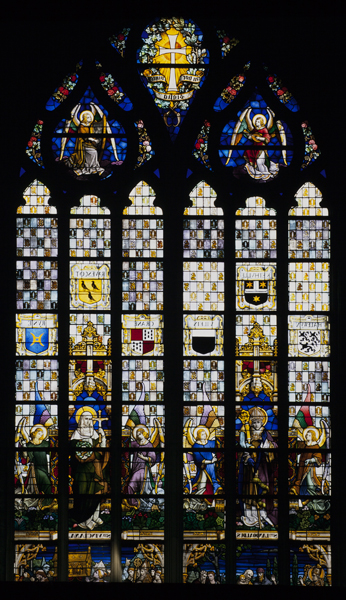
Sint-Baafskathedraal
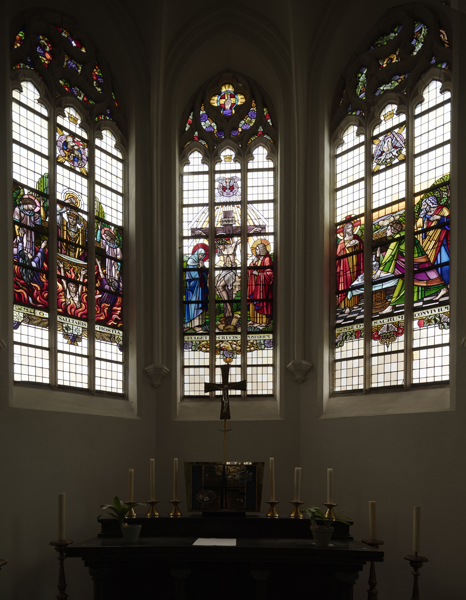
Onze-Lieve-Vrouw-van-de-berg-Karmelkerk (Berchem)

- RKD-Nederlands Instituut voor Kunstgeschiedenis: 492810